# كليمنس دي بورج
كليمنس دي بورج (بالفرنسية: Clémence de Bourges)‏ (1530، ليون في فرنسا - 1557، ليون في فرنسا)؛ كاتِبة، أديبة وشاعرة فرنسية.